# Université Miguel-Hernández
 (mai 2025).
Si vous disposez d'ouvrages ou d'articles de référence ou si vous connaissez des sites web de qualité traitant du thème abordé ici, merci de compléter l'article en donnant les références utiles à sa vérifiabilité et en les liant à la section « Notes et références ».
L'Université Miguel-Hernández d'Elx, aussi appelée UMH, est une université publique espagnole sise à Elche, dans la province d'Alicante. Elle fut créée en 1997. Son nom célèbre la mémoire du poète Miguel Hernández. 

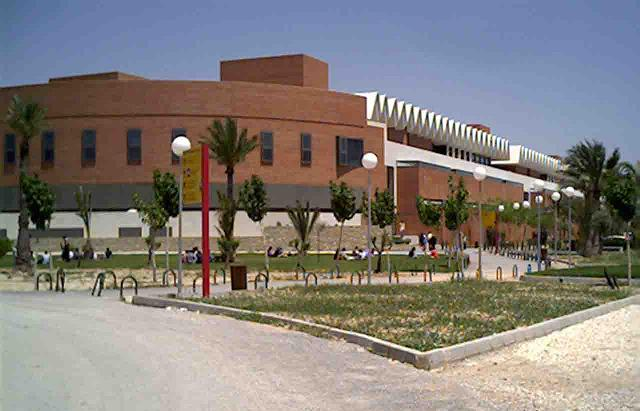
"Bâtiment Altabix" du Campus d'Elche de l'UMH

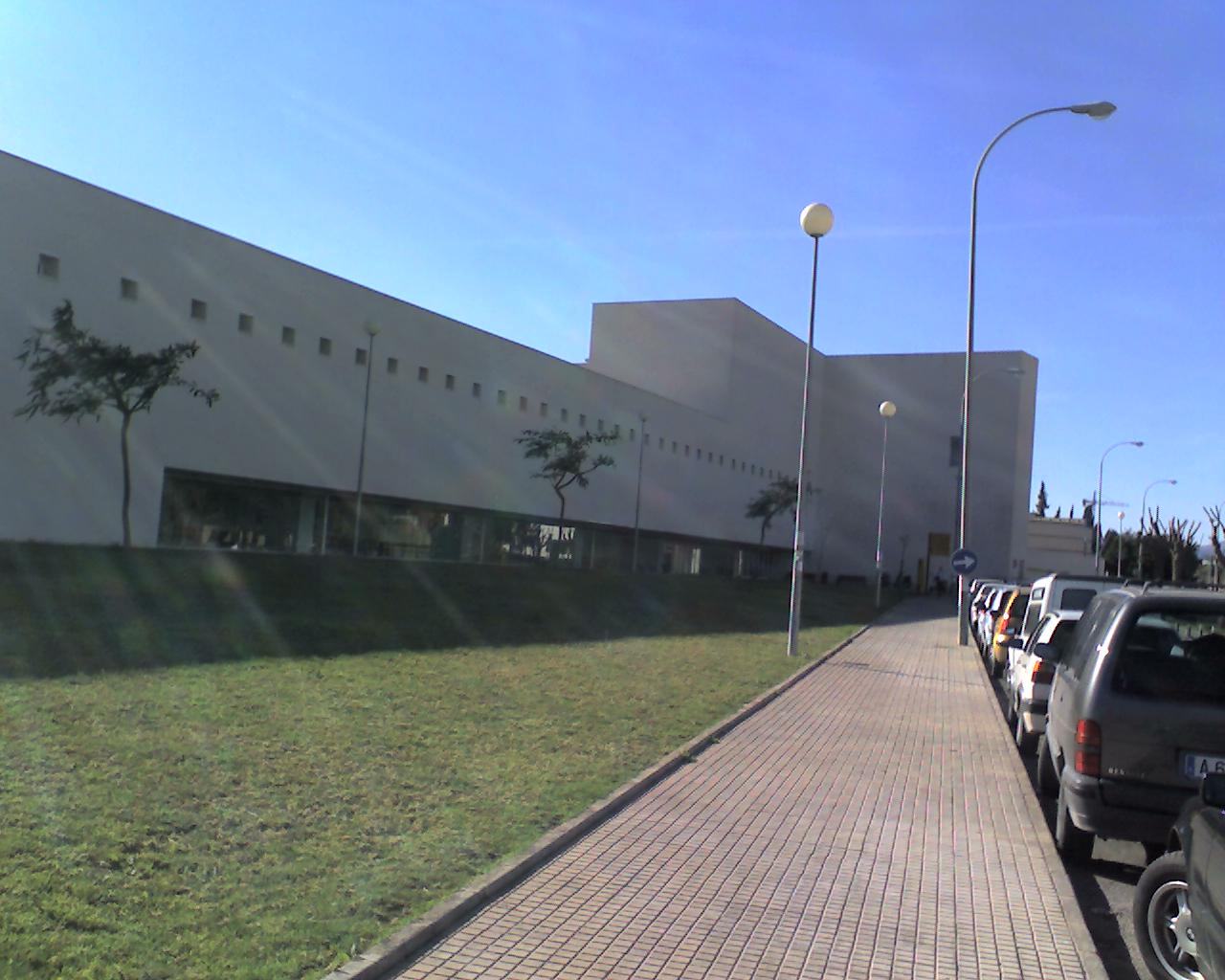
"Bâtiment 3-Faculté de Pharmacie" du Campus de Sant Joan d'Alacant de l'UMH

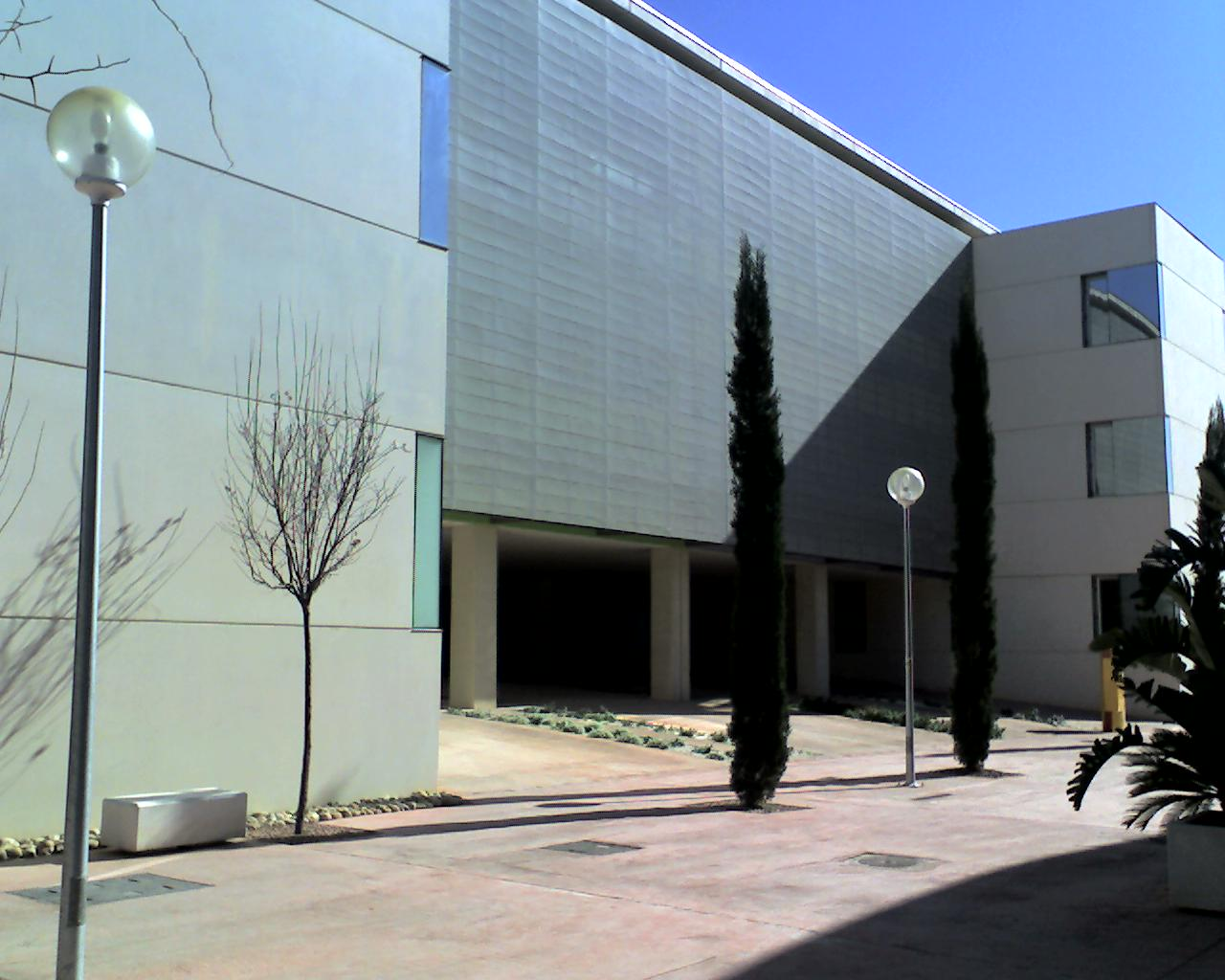
"Institut de Neurosciences UMH-CSIC" du Campus de Sant Joan d'Alacant

## Campus, Facultés et Écoles
- Campus de Elche
  - École Polytechnique supérieur de Elche
    - Ingénierie industrielle
    - Ingénierie des Télécommunications
    - Ingénierie des techniques industrielles (mécanique)
    - Systèmes de télécommunications
    - Systèmes électroniques
    - Ingénierie des Matériaux

  - Faculté des Sciences Expérimentales
    - Licence en Sciences Environnementales
    - Licence en Biochimie
    - Diplôme en Statistiques
    - Licence en Statistiques

  - Faculté des Sciences Sociales et Juridiques de Elche
    - Licence en Activités physiques
    - Licence en Psychologie
    - Diplôme en Relations industrielles
    - Licence en Anthropologie
    - Licence en Actuariat et Finances
    - Licence en Marketing et Commerce

- Campus d'Altea
  - Faculté des Beaux-Arts
    - Licence en Beaux-arts
    - Diplôme propre en Danse Contemporaine

- Campus de Sant Joan d'Alacant
  - Faculté de Pharmacie
    - Licence en Pharmacie

  - Faculté de Médecine
    - Licence en Médecine
    - Diplôme en Physiothérapie
    - Diplôme en Podologie
    - Diplôme en Ergothérapie

- Campus d'Orihuela
  - Êcole Polytechnique Superieur d'Orihuela
    - Ingénierie Supérieure Agricole
    - Ingénierie Technique Agricole (Exploitation Agricole)
    - Ingénierie Technique Agricole (Hortofructiculture et Jardinerie)
    - Ingénierie Technique Agricole (Industries Agricoles et Alimentaires)
    - Ingénierie Technique en Informatique de Gestion
    - Licence en Sciencie et Technologie des Aliments
    - Licence en Œnologie

  - Faculté des Sciencies Sociales et Juridiques d'Orihuela
    - Licence en Administration et Direction d'Entreprises
    - Licence en Sciences Politiques et de l'Administration.

## Centres de recherches
- Institut de neurosciences
- Institut de Biologie
- Institut de Bioingénierie
- Centre de recherche opérationnelle
- Institut de recherche sur la dépendance à la drogue